# Vals (film)
Vals is een Nederlandse thrillerfilm uit 2019 van Dennis Bots, gebaseerd op een boek van Mel Wallis de Vries met een scenario van Alexandra Penrhyn Lowe.

## Verhaal
De film volgt een groep vriendinnen die besluiten met hun vrije dagen in hun eindexamenjaar samen door te gaan brengen in een afgelegen vakantiehuisje in de Ardennen. De feestvreugde van het 'meidenweekend' slaat echter al snel om. Door hevige sneeuwval kunnen ze geen contact maken met de buiten wereld en kunnen ze geen kant op, bovendien draagt elk van de meisjes een geheim met zich mee. De onderlinge verhoudingen komen hierdoor onder druk te staan, zeker als ze drie jongens uitnodigen voor een feestje en later een van de vriendinnen verdwijnt.

## Rolverdeling
| Acteur              | Rol               |
| ------------------- | ----------------- |
| Romy Gevers         | Kim               |
| Abbey Hoes          | Abby              |
| Olivia Lonsdale     | Pippa             |
| Holly Mae Brood     | Feline            |
| Gijs Blom           | Casper            |
| Thijs Boermans      | Jeroen            |
| Niek Roozen         | Daan              |
| Shahine El-Hamus    | Stijn             |
| Jelka van Houten    | moeder van Kim    |
| Madelief Smalbil    | kleine Kim        |
| Mees Elfring        | kleine Casper     |
| Mel Wallis de Vries | moeder van Casper |
| Lars Goossens       | vader van Casper  |

## Achtergrond
De film werd officieel in januari 2014 aangekondigd en werd geregisseerd door Dennis Bots. Het scenario van de film werd geschreven door Alexandra Penrhyn Lowe, gebaseerd op het gelijknamige boek van Mel Wallis de Vries. De Vries vertolkte in de film een cameo als de moeder van Casper. De hoofdrollen van de film zijn onder andere weggelegd voor Abbey Hoes, Olivia Lonsdale, Holly Mae Brood en Thijs Boermans.
De opnames van de film ging in februari 2018 van start en vonden hoofdzakelijks plaats bij Moulin du Rivage in Bouillon in België. Vals ging op 24 januari 2019 in première.